# Clarence Kelly
Clarence James Kelly (Brooklyn, 1941 – 2 dicembre 2023) è stato un vescovo statunitense di posizione  cattolico tradizionalista aderente al sedevacantismo.

## Biografia
Kelly è stato ordinato presbitero il 13 aprile 1973 nel seminario internazionale San Pio X a Ecône dall'arcivescovo Marcel Lefebvre e fece parte della Fraternità sacerdotale San Pio X, della quale divenne superiore generale negli Stati Uniti.
Nel 1983 Kelly e altri otto sacerdoti furono espulsi dalla società, in parte del loro rifiuto di accettare il messale di papa Giovanni XXIII come direttiva di monsignor Lefebvre, e per il loro rifiuto di non riconoscere gli ordini sacri post-conciliari. I sacerdoti espulsi fondarono la Società San Pio V e considerarono come ultimo papa Pio XII.
Molti dei sacerdoti della SSPV, tra cui Daniel Dolan, Anthony Cekada e Donald J. Sanborn, si staccarono dalla congregazione, perché Padre Kelly non riconosce i vescovi della linea di mons. Thục.
Nel 1993 il vescovo emerito di Arecibo Alfredo Méndez González consacrò vescovo, senza autorizzazione papale, Clarence Kelly in una cerimonia a Carlsbad e divenne superiore della Società San Pio V.
Morì di cancro il 2 dicembre 2023.

## Genealogia episcopale
La genealogia episcopale è:
- Cardinale Scipione Rebiba
- Cardinale Giulio Antonio Santorio
- Cardinale Girolamo Bernerio, O.P.
- Arcivescovo Galeazzo Sanvitale
- Cardinale Ludovico Ludovisi
- Cardinale Luigi Caetani
- Cardinale Ulderico Carpegna
- Cardinale Paluzzo Paluzzi Altieri degli Albertoni
- Papa Benedetto XIII
- Papa Benedetto XIV
- Papa Clemente XIII
- Cardinale Marcantonio Colonna
- Cardinale Hyacinthe Sigismond Gerdil
- Cardinale Giulio Maria della Somaglia
- Cardinale Carlo Odescalchi, S.J.
- Cardinale Costantino Patrizi Naro
- Cardinale Lucido Maria Parocchi
- Papa Pio X
- Papa Benedetto XV
- Papa Pio XII
- Cardinale Francis Joseph Spellman
- Vescovo Alfredo Méndez González
- Vescovo Clarence Kelly